# Млинці (село)
Млинці́ — село в Україні, у Козівській селищній громаді Тернопільського району Тернопільської області. До 2020 року підпорядковане Городищенській сільській раді.

## Географія
Розташоване на річці Стрипа, на заході району.

## Історія
12 червня 2020 року, відповідно до розпорядження Кабінету Міністрів України № 724-р «Про визначення адміністративних центрів та затвердження територій територіальних громад Тернопільської області» увійшло до складу Козівської селищної громади.
19 липня 2020 року, в результаті адміністративно-територіальної реформи та ліквідації Козівського району, село увійшло до складу Тернопільського району.

## Населення
За даними перепису населення 2001 року в селі проживало 75 осіб. Мовний склад населення села був таким:

### Мова
Розподіл населення за рідною мовою за даними перепису 2001 року:
| Мова            | Кількість | Відсоток |
| --------------- | --------- | -------- |
| українська      | 74        | 98.67%   |
| інші/не вказали | 1         | 1.33%    |
| Усього          | 75        | 100%     |

Місцева говірка належить до наддністрянського говору південно-західного наріччя української мови.

## Галерея

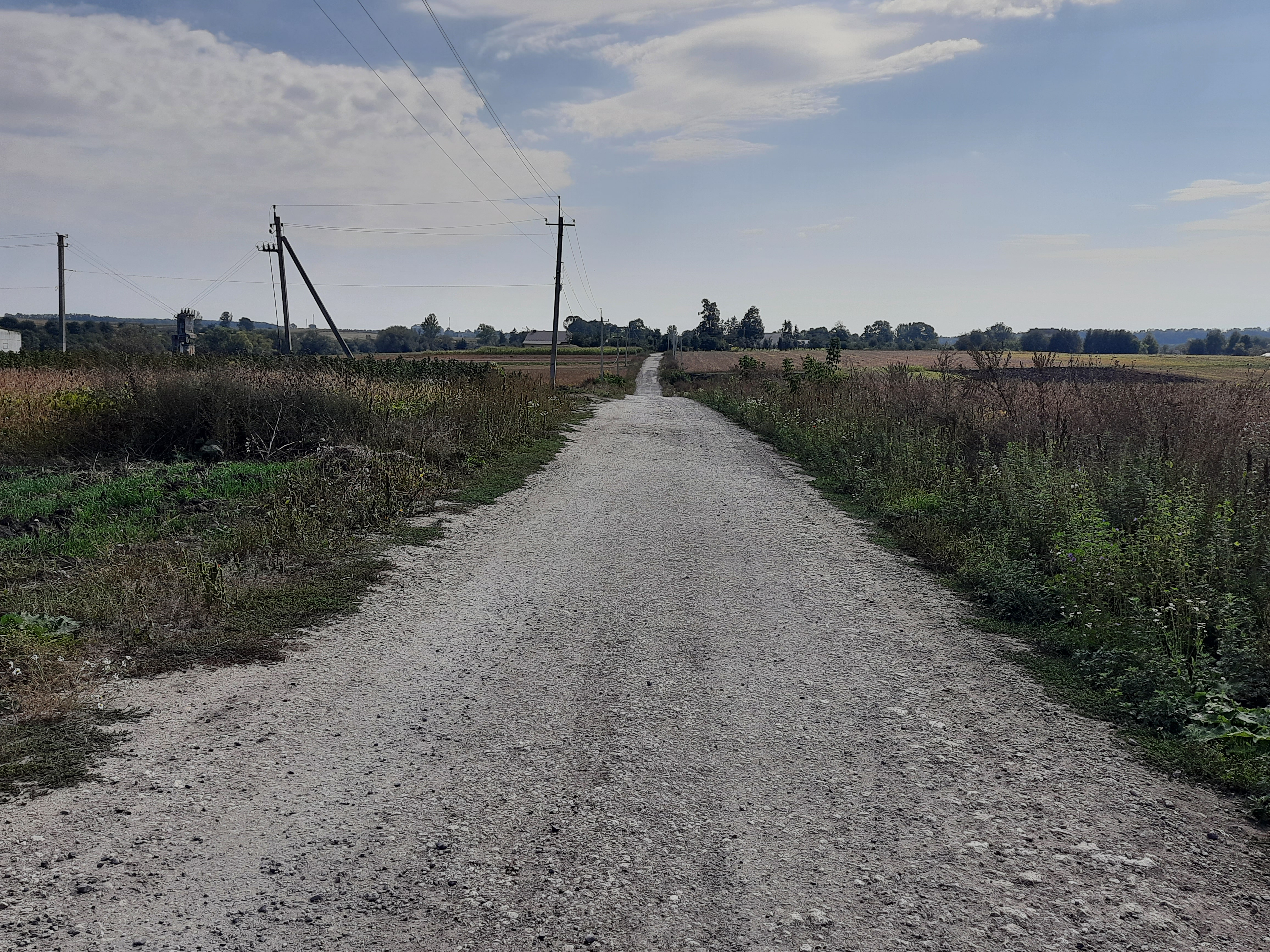
Дорога на село
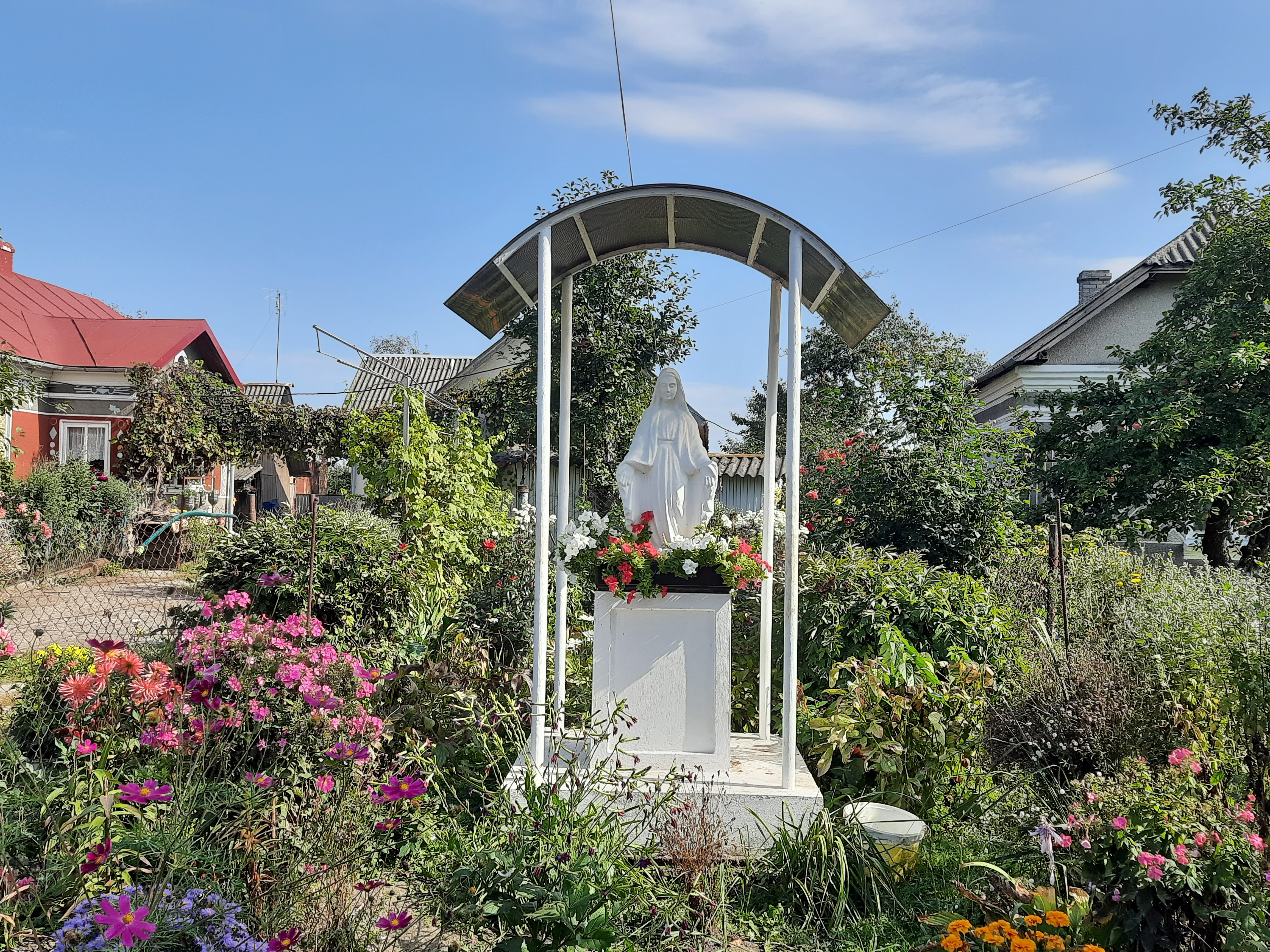
Статуя Божої Матері
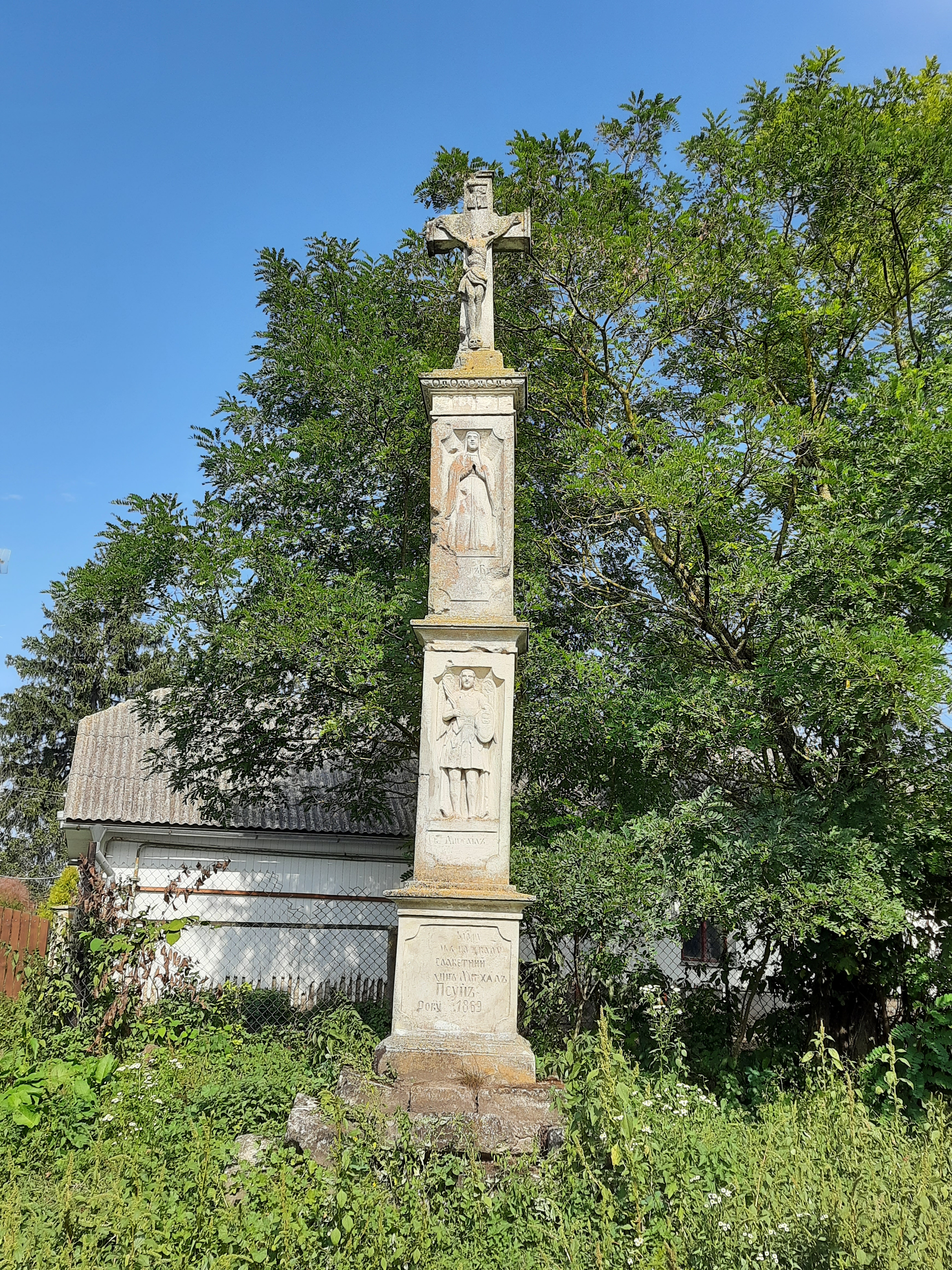
Пам'ятний хрест 1869р
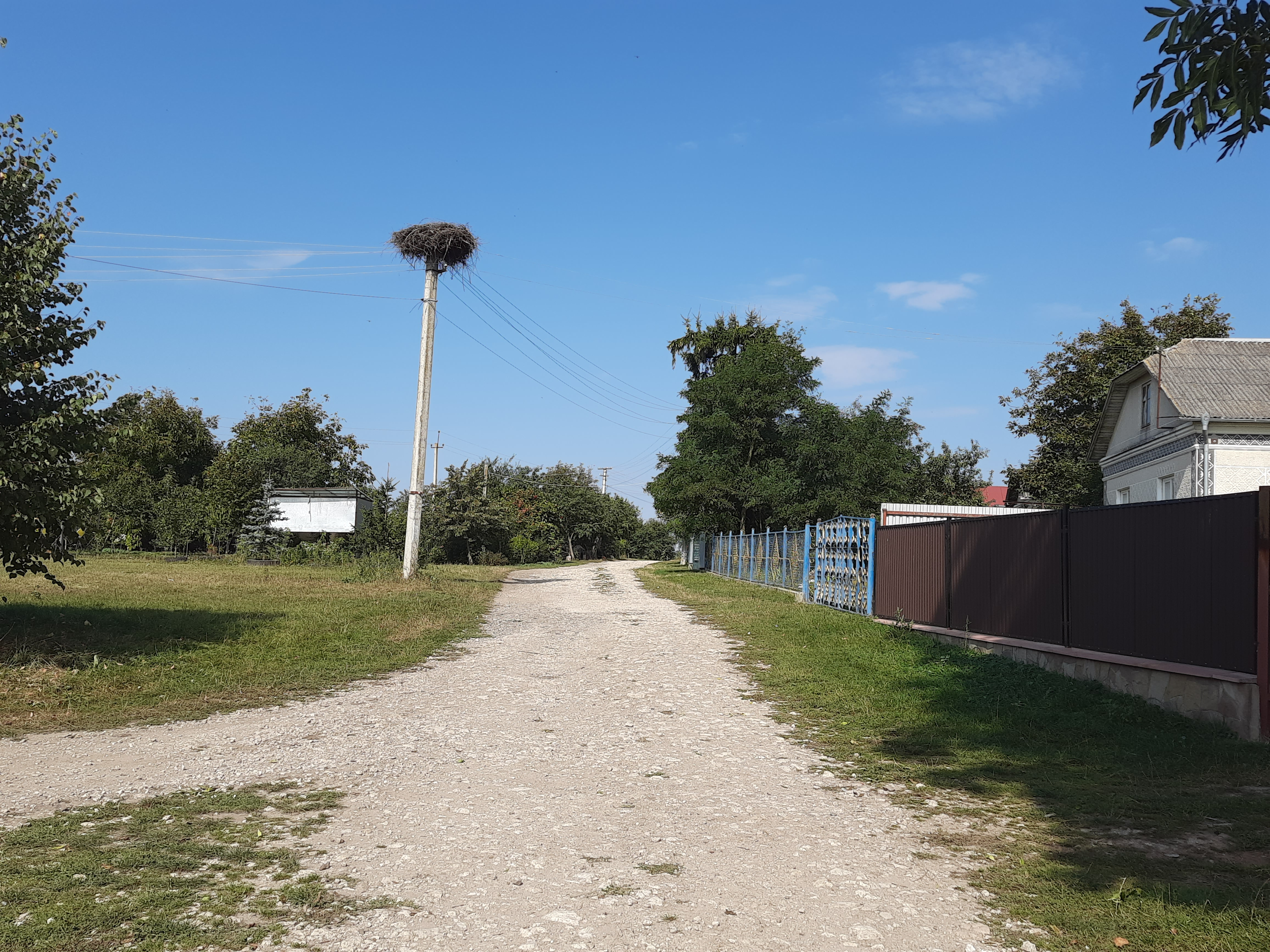
Сільська вулиця
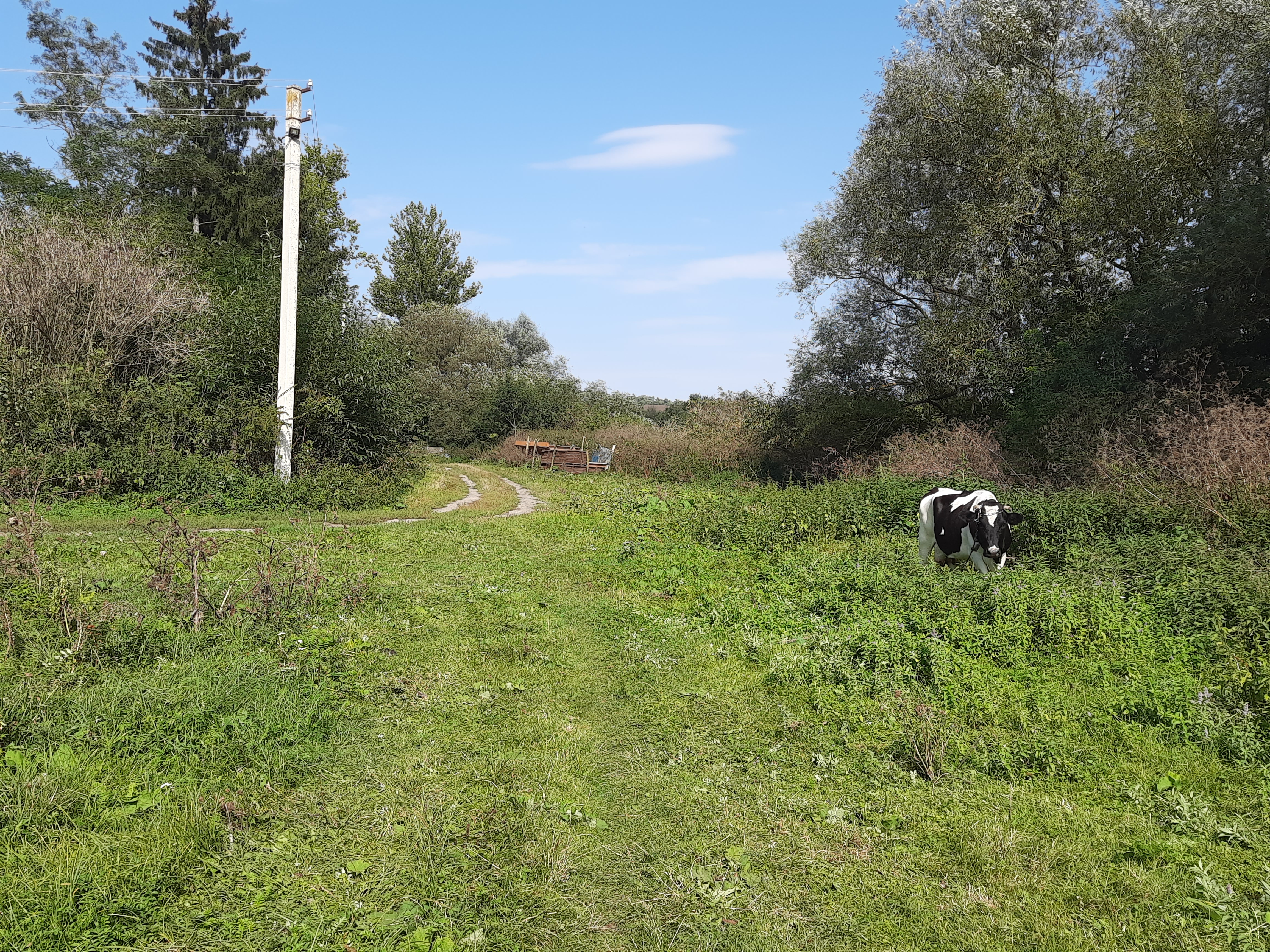
Сільський пейзаж